# Knut Tangen
Knut Håkon Tangen (* 21. Mai 1928 in Nannestad; † 2. April 2007 in Hurdal) war ein norwegischer Eisschnellläufer.

## Werdegang
Tangen, der für den ASK aus Oslo startete, nahm von 1954 bis 1958 an internationalen Wettbewerben teil und errang dabei in der Saison 1954/55 bei der Mehrkampfeuropameisterschaft 1955 in Falun den 14. Platz und bei der Mehrkampf-Weltmeisterschaft 1955 in Moskau den 44. Platz im Großen Vierkampf. Im folgenden Jahr belegte er bei der Mehrkampfeuropameisterschaft in Helsinki den 16. Platz im Großen Vierkampf und in Cortina d’Ampezzo bei seiner einzigen Teilnahme an Olympischen Winterspielen den 19. Rang über 10.000 m. In der Saison 1957/58 lief er bei der Mehrkampfeuropameisterschaft 1958 in Eskilstuna auf den neunten Platz und bei der Mehrkampf-Weltmeisterschaft 1958 in Helsinki auf den 40. Rang im Großen Vierkampf. Seine beste Platzierung bei norwegischen Mehrkampfmeisterschaften erreichte er im Jahr 1958 mit dem dritten Platz.

## Erfolge

### Olympische Spiele
- 1956 Cortina d’Ampezzo: 19. Platz 10.000 m

### Mehrkampf-Weltmeisterschaften
- 1955 Moskau: 44. Platz Großer Vierkampf
- 1958 Helsinki: 40. Platz Großer Vierkampf

### Mehrkampf-Europameisterschaften
- 1955 Falun: 14. Platz Großer Vierkampf
- 1956 Helsinki: 16. Platz Großer Vierkampf
- 1958 Eskilstuna: 9. Platz Großer Vierkampf

## Persönliche Bestleistungen
| Disziplin | Zeit        | Datum            | Ort    |
| --------- | ----------- | ---------------- | ------ |
| 500 m     | 44,7 s      | 2. Januar 1958   | Oslo   |
| 1000 m    | 1:30,7 min  | 2. Februar 1954  | Davos  |
| 1500 m    | 2:14,6 min  | 20. Januar 1956  | Davos  |
| 3000 m    | 4:55,2 min  | 15. Februar 1956 | Arvika |
| 5000 m    | 8:17,2 min  | 19. Januar 1957  | Hamar  |
| 10.000 m  | 17:11,6 min | 11. Januar 1958  | Oslo   |